# Nevados de Chillán

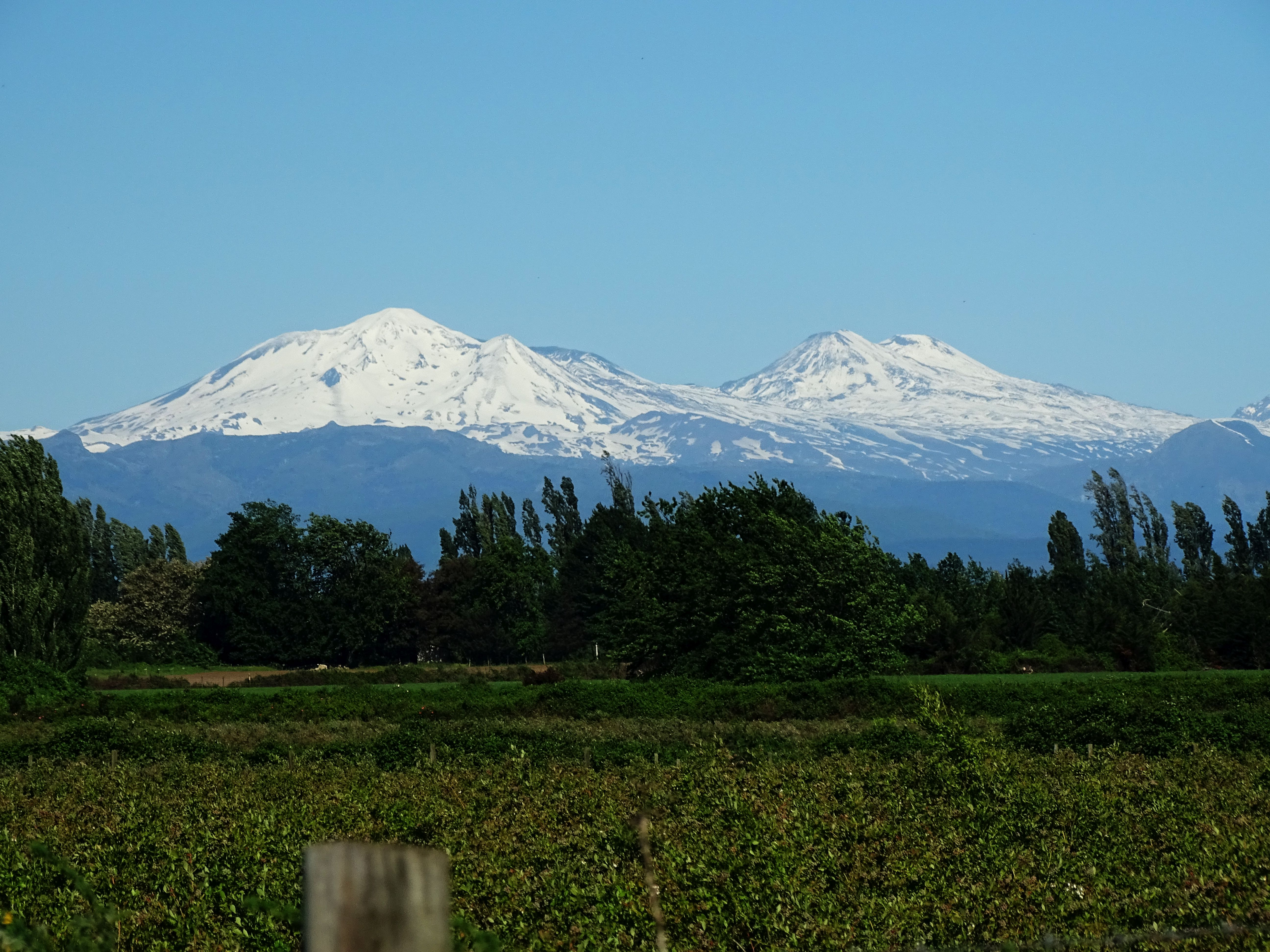
Complejo volcánico Chillán, mirando hacia el este desde la carretera a Las Trancas. Destacan los Nevados de Chillán a la izquierda y los volcanes cercanos Chillán Nuevo y Chillán Viejo a la derecha.

Nevados de Chillán es un complejo volcánico chileno compuesto por dieciocho volcanes ubicados en la Cordillera de Los Andes de la Región de Ñuble, cual limita las provincias de Diguillín y Punilla.
Está rodeado por diversos valles pequeños cuales conforman ríos que desembocan en otros de mayor tamaño, es el caso del río Renegado que alimenta las aguas del río Chillán y los ríos Gato y Las Minas que desembocan en el río Ñuble. Además está rodeado por pequeños pueblos como Las Trancas, Los Lleuques, Recinto, Carrizales, Coironal y el valle de Shangri-La, los centros de esquí Nevados de Chillán y Termas de Chillán y las reservas nacionales Los Huemules Del Niblinto y Ñuble.

## Geografía
El complejo volcánico está formado por depósitos formados en el cuaternario, además de dioritas, granodioritas y tonalitas del mioceno. A ello cabe agregar la presencia de restos de basalto formado por lava del plioceno y las últimas erupciones. Las altitudes más altas son las del Volcán Nevado de 3.212 m y el Volcán Chillán de 3.172 m
Los Nevados de Chillán están divididos en dos subcomplejos, el primero comprende a los volcanes Santa Gertrudis, Gato, Cerro Blanco, Colcura, Calfú, Pichicalfú y Los Baños, mientras que el segundo contiene al Volcán Chillán Nuevo, Shangri-La, Viejo, Pata de perro, Parador, Chudcún, Lagunillas, Sebastián, Arrau y Nicanor.

## Historia
Según las investigaciones del Servicio Nacional de Geología y Minería de Chile (Sernageomin), el complejo fue formado hace 650.000 años. Entre 1861 y 1865 el complejo hizo erupción para formar el volcán Santa Gertrudis, entre 1906 y 1948 también hubo otro periodo de erupción en el cual se formó el Volcán Chillán Nuevo y entre 1973 y 1986 surgió el volcán Arrau.
Para 2005 se formó el volcán Chudcún, mientras que el volcán Sebastián nació en el 2008. Entre el 31 de diciembre de 2015 y el 8 de enero de 2016 se registró actividad en el volcán Nuevo decretándose «alerta amarilla» por el Sernageomin, la cual se mantuvo en los meses posteriores, la causa se debió a la formación del cráter del volcán Nicanor. Posteriormente fueron registrados nuevos pulsos de cenizas en febrero, mayo, y agosto de 2016. Actualmente, desde el día 5 de abril de 2018 se decreta «alerta naranja» por parte de la misma entidad gubernamental por aumento del número de sismos y actividad volcánica en el lugar.